# Anna Faris
Anna Kay Faris (Baltimore, 29 november 1976) is een Amerikaans actrice, ze is het bekendst geworden door haar rollen in de Scary Movie-films. Ze is geboren in Baltimore, Maryland en is de dochter van Karen en Robert Faris. Ze groeide samen met haar broer Jack op in Seattle, Washington. Haar ouders moedigden haar al op jonge leeftijd aan om te acteren en ze gaf haar eerste professionele acteervoorstelling op negenjarige leeftijd aan de Seattle Repertory Theater. Ze bezocht de Edmonds Woodway High School en studeerde Engelse literatuur aan de Universiteit van Washington.
Haar eerste serieuze rol was in de onafhankelijke productie Lovers Lane (1999). Ze brak door met haar rol in de horrorfilmparodie Scary Movie (2000). De van nature blonde actrice verfde voor Scary Movie en Scary Movie 2 het haar zwart zodat haar personage meer leek op Neve Campbell die een vergelijkbare rol speelde in de film Scream, een van de films waar Scary Movie een parodie op vormde.
Faris was vanaf 2004 getrouwd met acteur Ben Indra. Ze vroeg op 3 april 2007 de scheiding aan. Ze hadden geen kinderen. Op 9 juli 2009 hertrouwde Faris met acteur Chris Pratt op Bali, ze waren verloofd sinds eind 2008. Het stel kreeg in 2012 een zoon. In 2017 kondigden ze hun scheiding aan, die eind 2018 definitief werd.

## Discografie
| Year | Song Title       | Album                   |
| ---- | ---------------- | ----------------------- |
| 2005 | "Forgiveness"    | Just Friends soundtrack |
| 2005 | "Love From Afar" | Just Friends soundtrack |
| 2005 | "Just A Guy"     | Just Friends dvd        |

- Bibsys: 5041718
- Biblioteca Nacional de España: XX1307938
- Bibliothèque nationale de France: cb14176351h (data)
- Catàleg d'autoritats de noms i títols de Catalunya: 981058520122106706
- CiNii: DA16273228
- Gemeinsame Normdatei: 140824286
- International Standard Name Identifier: 0000 0001 1463 1864
- Library of Congress Control Number: no2004033497
- Nationale Bibliotheek van Tsjechië: xx0052518
- Nationale Bibliotheek van Israël: 987007442888505171
- Nationale Bibliotheek van Polen: a0000002062671
- Nederlandse Thesaurus van Auteursnamen: 237124793
- Réseau des bibliothèques de Suisse occidentale: 02-A024267334
- Système universitaire de documentation: 086229109
- Virtual International Authority File: 107806241
- WorldCat: E39PBJd3Tdmrbmkh3kby8RDcyd